# Alexis Gamboa
Alexis Yohaslin Gamboa Rojas (Pococí, 20 marzo 1999) è un calciatore costaricano, difensore dell'Alajuelense.

## Caratteristiche tecniche
È un difensore centrale dotato fisicamente.

## Palmarès
- CONCACAF Central American Cup: 2

Alajuelense: 2023, 2024